# باشگاه فوتبال هلسینگین پالوسئورا
باشگاه فوتبال هلسینگین پالوسئورا (انگلیسی: Helsinki Ball Game Club) یک باشگاه فوتبال در شهر هلسینکی، فنلاند است.
این باشگاه که در سال ۱۹۱۷ تأسیس شده سابقه ۹ قهرمانی در لیگ برتر فوتبال فنلاند را در کارنامه دارد.